# لودلا
لودلا (به آلمانی: Lödla) یک شهر در آلمان است که در اتنبرگر لند واقع شده است. لودلا ۷۸۴ نفر جمعیت دارد.